# Boris Zajtsev (ijshockeyer)
Boris Michailovitsj Zajtsev (Russisch: Борис Михайлович Зайцев) (Moskou, 23 maart 1937 - aldaar, 24 februari 2000) was een Sovjet-Russisch ijshockeyer. 
Zajtsev won tijdens de Olympische Winterspelen 1964 de gouden medaille, de olympische titel was tevens wereldtitels.
Zajtsev werd tussen 1963 en 1964 keer wereldkampioen.